# Angiopolybia pallens
Angiopolybia pallens (nome popular: caba-de-peixe) é uma vespa social da família Vespidae.